# Brettus anchorum
Brettus anchorum là một loài nhện trong họ Salticidae.
Loài này thuộc chi Brettus. Brettus anchorum được Fred R. Wanless miêu tả năm 1979.